# Nachbarschaftsheim
Ein Nachbarschaftsheim ist eine soziale Einrichtung in einem Wohnviertel/Kiez, in dem sich die Anwohner unabhängig von ihrem Alter und sportlichen Vorlieben treffen, sich unterstützen und gemeinsam etwas unternehmen können. Sie sollen dem Austausch zwischen den Generationen dienen und zugleich das ehrenamtliche Engagement stärken. Ein ähnliches Konzept offener Tagestreffpunkte liegt auch dem Aktionsprogramm Mehrgenerationenhäuser des deutschen Familienministeriums zugrunde.

## Geschichte
Die Nachbarschaftsheime standen in der Tradition der ab 1884 in London entstandenen Settlement-Bewegung. Anfang des 20. Jahrhunderts gab es unter anderem in Berlin und Hamburg erste Gründungen im Deutschen Reich. Nach dem Ersten Weltkrieg wurden unter Beteiligung der führenden US-amerikanischen Sozialschulen im Nordosten Frankreichs Settlements gegründet. Nach dem Zweiten Weltkrieg werden sie vor allem in Berlin gegründet, aber auch in Braunschweig, Ludwigshafen, Wuppertal, Frankfurt am Main, Köln, im wiederaufgebauten Prinz-Emil-Schlösschen in Darmstadt und Bremen.
Dies ist als Bestandteil der durch die amerikanischen und englischen Militärregierungen initiierten Reeducation-Programms einzuordnen und eng mit dem britischen und amerikanischen Quäkertum verbunden. Hertha Kraus, deutsche Quäkerin und Emigrantin, war eine prominente Fürsprecherin. Das American Friends Service Committee (AFSC) der Quäker unterstützte in Verbindung mit CRALOG den Aufbau. Die Heime in Köln und Braunschweig eröffneten unter der Regie des britischen Friends’ Relief Service (FRS). Mit umfangreicher Unterstützung des AFSC kamen bald weitere Heime hinzu. Dazu entstand im Berliner Vorort Zehlendorf der Mittelhof des AFSC, der Nachbarschaftsheim und Tagungsstätte in einem war. In Bremen entstand ein Nachbarschaftsheim in Kooperation von Unitarian Service Committee und Arbeiterwohlfahrt unter Helene Kaisens Vorsitz.
Beate Bussiek schreibt, dass bis 1952 insgesamt 13 von den Quäkern und anderen amerikanischen Hilfsorganisationen organisierte Nachbarschaftsheime entstanden seien: Über die zuvor genannten hinaus noch in Ludwigshafen, Wuppertal, Bremen und sechs allein in Berlin, darunter auch der Mittelhof.
In den 1950ern waren die Nachbarschaftsheime vor allem ein Ort der gegenseitigen Hilfe, in den 1960ern wurde es ruhiger um die Nachbarschaftheime, in den 1970ern fanden dort verstärkt Selbsthilfegruppen statt und in den 1980er- und 1990er-Jahren waren sie in sozialen Brennpunkten, in der ambulanten Pflege und mit Hospizdiensten und eigenen Sozialstationen eingebunden. Nach der Wende wurden Nachbarschaftheime bzw. Nachbarschaftsläden stärker in die Stadtteilpolitik und die Jugendarbeit eingebunden.
Der 1951 gegründete Verband deutscher Nachbarschaftsheime wurde 1971 in Verband für sozial-kulturelle Arbeit umbenannt.

## Nachbarschaftsheime
- Nachbarschaftsheim Neukölln e. V.
- Nachbarschaftsheim Steglitz e. V.
- Nachbarschaftsheim Wuppertal e. V.
- Nachbarschaftsheim Schöneberg e. V.